# Roverské skály
Roverské skály este o arie protejată (arie specială de conservare — SAC, sit de importanță comunitară — SCI) din Republica Cehă întinsă pe o suprafață de 1.688,58 ha, integral pe uscat.

## Localizare
Centrul sitului Roverské skály este situat la coordonatele 50°34′12″N 14°27′37″E / 50.57°N 14.460278°E.

## Înființare
Situl Roverské skály a fost declarat sit de importanță comunitară în aprilie 2005 pentru a proteja 1 specie de plante. Situl a fost protejat și ca arie specială de conservare în iulie 2012.

## Biodiversitate
Situată în ecoregiunea continentală, aria protejată nu include niciun habitat protejat.
La baza desemnării sitului se află o specie protejată de  plante: Trichomanes speciosum.